# راه‌دوک
راه‌دوَک‌ها یا کوکوهای دونده (Geococcyx) نام سرده‌ای (جنسی) از پرندگان از خانواده کوکویان (Cuculidae)، راستهٔ کوکوسانان (Cuculiformes). این پرنده بومی شمال و مرکز قاره آمریکا است.
«رودرانر» (Roadrunner)، پرنده‌ای که در انیمیشن کایوت و رودرانر وجود دارد، همین پرنده است.